# Hodonínek
Hodonínek (též Cikánský tábor Hodonín u Kunštátu, něm. Zigeunerlager Hodonin, přezdívka moravské Lety) byl koncentrační tábor zřízený během druhé světové války nedaleko Hodonína u Kunštátu na území Protektorátu Čechy a Morava. Od srpna 1940 fungoval jako kárný pracovní tábor pro asociály a osoby vyhýbající se práci. Od srpna 1942 z něj byl vytvořen tzv. cikánský tábor II (Zigeunerlager II)  a byly do něj posílány osoby romského etnika. V éře tzv. cikánského tábora (srpen 1942 – září 1943) jím prošlo 1396 osob, 207 osob zemřelo a nejméně 851 bylo transportováno do vyhlazovacího tábora Auschwitz-Birkenau.

## Pozadí
Výnos o potírání cikánského zlořádu z 10. července 1942 se stal výchozím dokumentem nejen pro provedení soupisu všech „cikánů a cikánských míšenců“ na území Protektorátu, ale také pro zřízení tzv. cikánských táborů. Vzorem pro zřízení těchto táborů byla již existující podobná zařízení např. v rakouském Lackenbachu. Umístěny sem měly být především romské rodiny, které splňovaly podmínky pro uvalení preventivní policejní vazby. Na návrh jednotlivých četnických stanic byli vybraní Romové i se svými rodinami zařazováni do transportů, jejichž cílem byl v Čechách tábor v Letech u Písku a na Moravě v Hodoníně u Kunštátu.

## Zřízení tábora
Podobně jako v Letech byli počátkem srpna 1942 do tábora nahnáni jednotlivci i celé romské rodiny. Ubytovací kapacita tábora byla 200, v létě až 300 osob, přičemž již brzy po jeho otevření byla mnohonásobně překročena. Velitelem tábora byl administrativní oficiál Štefan Blahynka.

## Podmínky v táboře
Strážní mužstvo čítalo zhruba 40 mužů. Veškerý personál tvořili čeští zaměstnanci. Všichni vězni (tedy i děti) museli pracovat vně nebo uvnitř tábora 8–10 hodin denně. Šlo především o lamačské a výkopové práce na stavbě nové silnice z Plzně do Moravské Ostravy a na silničním úseku Štěpánov nad Svratkou – Hodonín – Rozseč nad Kunštátem. Stravu dostávali vězňové třikrát denně, ovšem jen v tom nejnutnějším množství. Katastrofální ubytovací, stravovací a hygienické podmínky vedly k časté a chronické nemocnosti vězňů. Vyvrcholením bylo na přelomu let 1942–1943 propuknutí epidemie břišního tyfu, na následky které zahynulo největší množství vězňů. Zemřelí byli pohřbíváni na hřbitově v nedalekých Černovicích (73 osob) a na provizorním hřbitově nedaleko tábora v masových hrobech (121 osob).

## Hromadné transporty vězňů
Tábor nebyl vyhlazovací, přesto v něm následkem nelidských podmínek přišla o život podstatná část všech koncentrovaných mužů, žen a zvláště dětí. Brzká smrt také čekala většinu těch, kteří byli hromadnými transporty deportováni do Osvětimi. Z prvního transportu (7. prosince 1942, 91 osob), jehož cílem se stal koncentrační tábor Auschwitz I, zemřeli v krátké době téměř všichni transportovaní. Z dalších dvou transportů (21. srpna 1943, 749 osob a 27. ledna 1944, 31 osob), směřujících do tzv. cikánského tábora v Auschwitz II-Birkenau, přežili pouze ti, kteří byli odtud přeloženi na práci do jiných koncentračních táborů.

## Shrnutí
- Pracovní útvar - od 1938
- Kárný pracovní tábor od 10. srpna 1940
- Sběrný tábor od 1. ledna 1942
- tzv. cikánský tábor od 2. srpna 1942 do 1. prosince 1943
  - cikánským táborem táborem prošlo celkem 1 396 osob, z toho:
    - 36 se zde narodilo (jen 2 děti přežily válku)
    - 262 bylo propuštěno
    - 47 uprchlo
    - 207 zahynulo (194 z nich při epidemii břišního tyfu – viz výše: Podmínky v táboře, ostatních pouze 13)
    - min. 821 bylo transportováno do Auschwitz

  - velitel tábora: Štefan Blahynka
  - personál: až 50 osob – čeští zaměstnanci
- 1944 - 1945 - vězni z kárného pracovního tábora v Mladkově byli přemístěni do Hodonína pro údržbu tábora
- 1945 se v táboře vystřídali - němečtí pohraničníci (Grenzschutz), wehrmacht, Rumunská královská armáda, Rudá armáda
- 1945-1946 - internační tábor pro vysidlované Němce (táborem prošlo cca 1500 osob, 80 z nich zemřelo)
- 1949-1950 - tábor nucené práce komunistického režimu

## Dětský tábor ROH a rekreační středisko
Areál od poloviny 50. let sloužil jako rekreační zařízení několika státních firem - nejprve Tylexu Letovice, později Státního statku Židlochovice a od roku 1974 Maloměřických cementáren Brno. Firmy jsem posílaly na dovolenou své zaměstnance, v letních měsících se v areálu konaly pionýrské tábory. Byla postavena řada nových budov na místo původních. Začátkem 80. let byl vybudován vyhřívaný venkovní bazén. Po listopadu 1989 došlo k privatizaci objektu, který začal být označován jako rekreační středisko Žalov. V areálu bylo koupaliště, restaurace a možnost celoročního ubytování v chatkách. Na kraji areálu byl vytvořen pomník, který v češtině a romštině připomíná romský tábor.

## Muzeum romské kultury a připomínání romského holokaustu
V roce 1995 začalo Muzeum romské kultury pietní akty pořádat i k památce tzv. cikánského tábora v Hodoníně u Kunštátu, a to ve spolupráci s tehdejším starostou obce Hodonín Miroslavem Plíhalem. Tradice pietních aktů na místě byla založena a v roce 1997 již Muzeum romské kultury na Žalově odhalilo památník – kovový kříž s romskými symboly z dílny romského kamenosochaře Eduarda Oláha. O rok později Muzeum romské kultury umístilo pamětní desku na hřbitov v sousedních Černovicích, tentokrát z dílny nevidomé romské sochařky Boženy Vavrekové-Přibylové. Zároveň již v této době Muzeum romské kultury usilovalo o pietní řešení celého areálu bývalého tábora, v němž v této době fungovalo rekreační zařízení. 

## Odkup a pietní úprava areálu
Počátkem února 2009 se ministr pro lidská práva Michael Kocáb předběžně dohodl se stávající majitelkou areálu Alenou Vojtovou na jeho odkoupení státem. Následně bylo rozhodnutím vlády ČR č. 158 z 2. března 2011 vybudováním Památníku romského holocaustu v Hodoníně u Kunštátu pověřeno Národní pedagogické muzeum a knihovna J. A. Komenského.
V roce 2016 se po dlouhodobé odborné činnosti týkající se vybudování expozice pro veřejnost podařilo dokončit stavební práce v areálu Památníku a v roce 2017 upravit areál tak, aby návštěvník poznal vzhled původního tábora pro romské vězně z let 1942–1943. Dne 4. prosince 2017 došlo k podepsání smlouvy mezi Národním pedagogickým muzeem a knihovnou J. A. Komenského a Úřadem pro zastupování státu ve věcech majetkových o převodu majetku státu – areálu Památník Hodonín u Kunštátu na Úřad pro zastupování státu ve věcech majetkových (ÚZSVM). Od ledna 2018 se stalo provozovatelem památníku Muzeum romské kultury.
19. srpna 2018 se v areálu poprvé konal pietní akt, od té doby již každoroční. Dne 20. srpna 2019 byl při příležitosti pietní vzpomínkové akce areál muzea zpřístupněn veřejnosti. Dne 15. července 2021 byla slavnostně otevřena stálá expozice .

## Fotogalerie

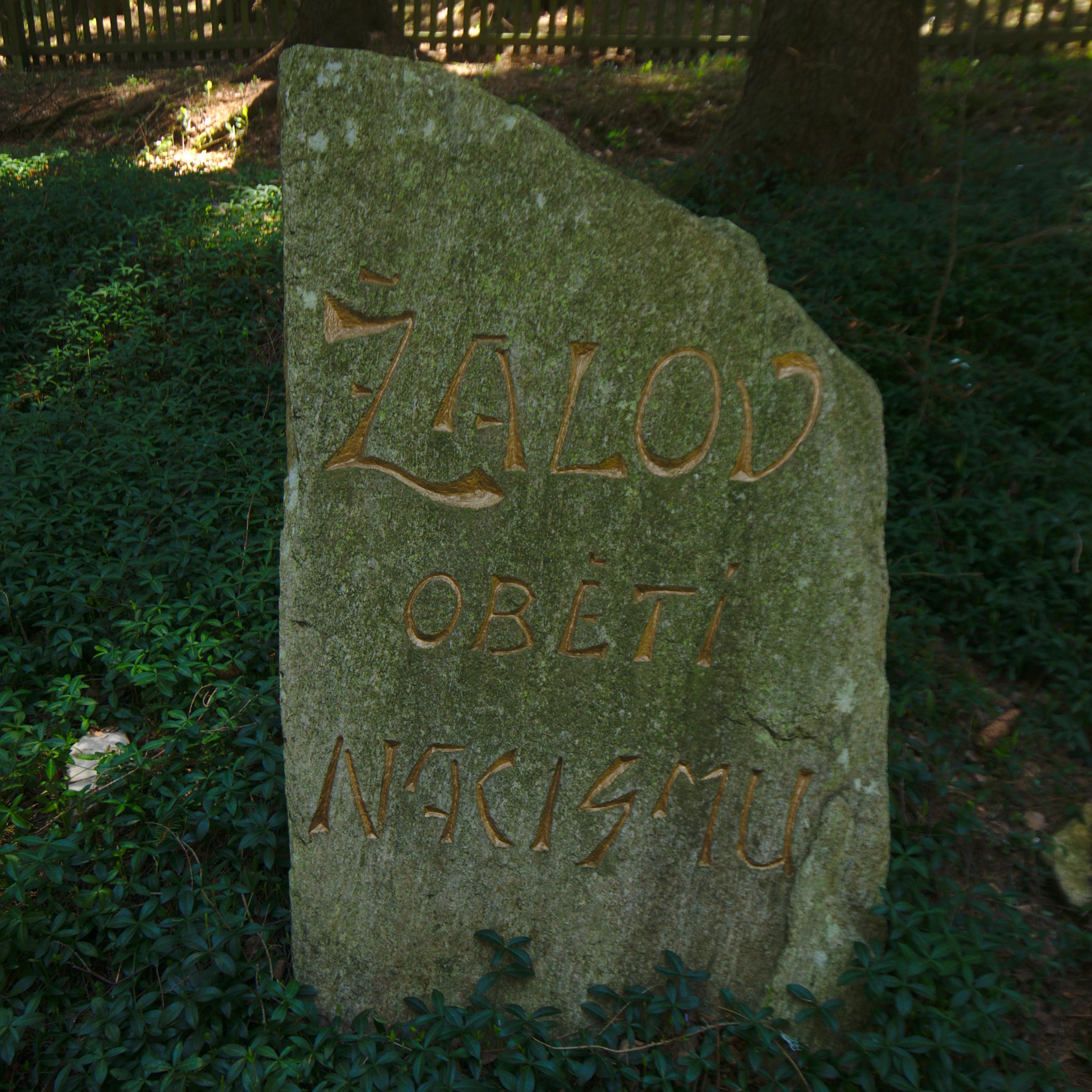
Památník u lesního hřbitůvku
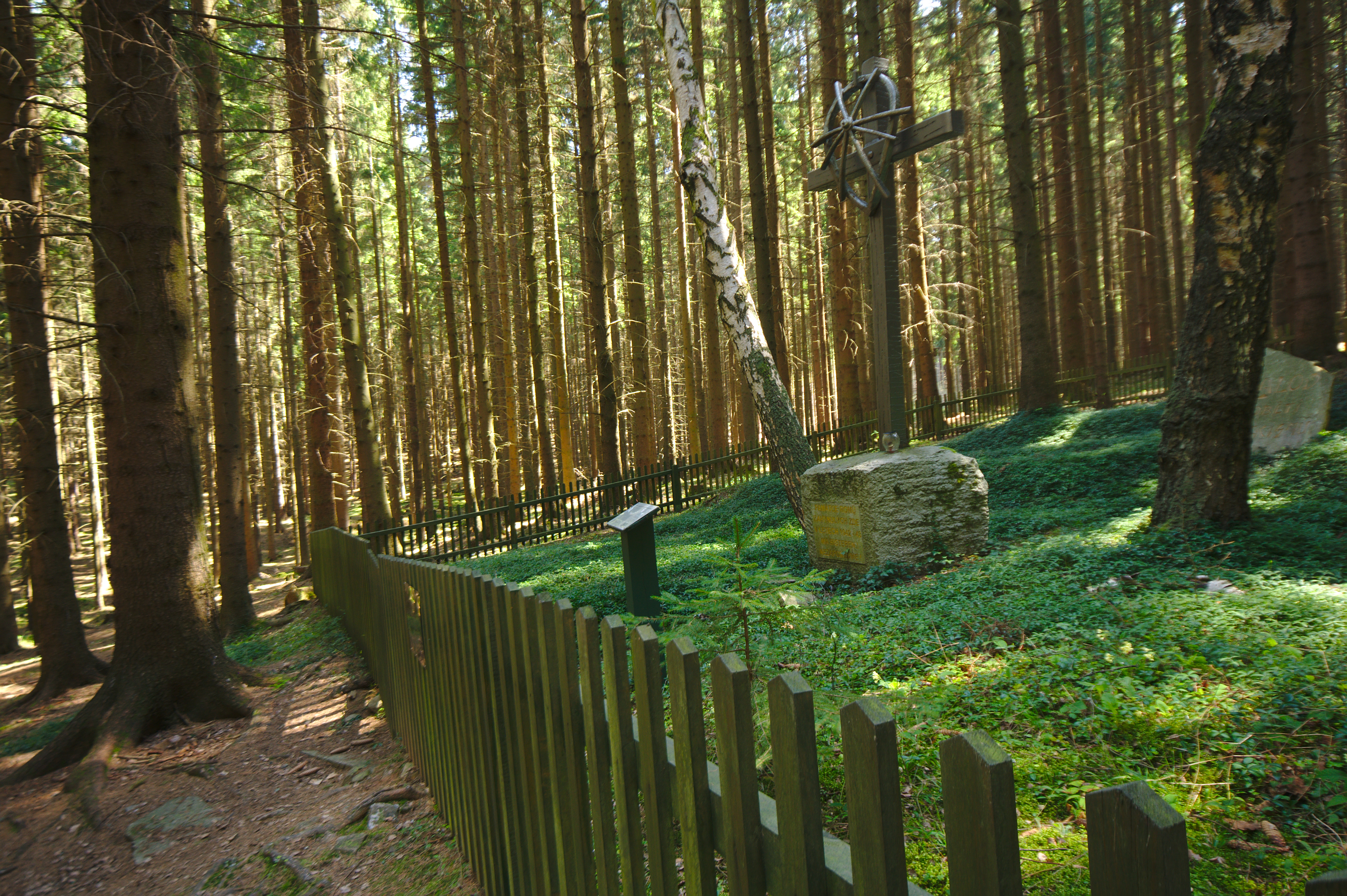
Lesní hřbitůvek
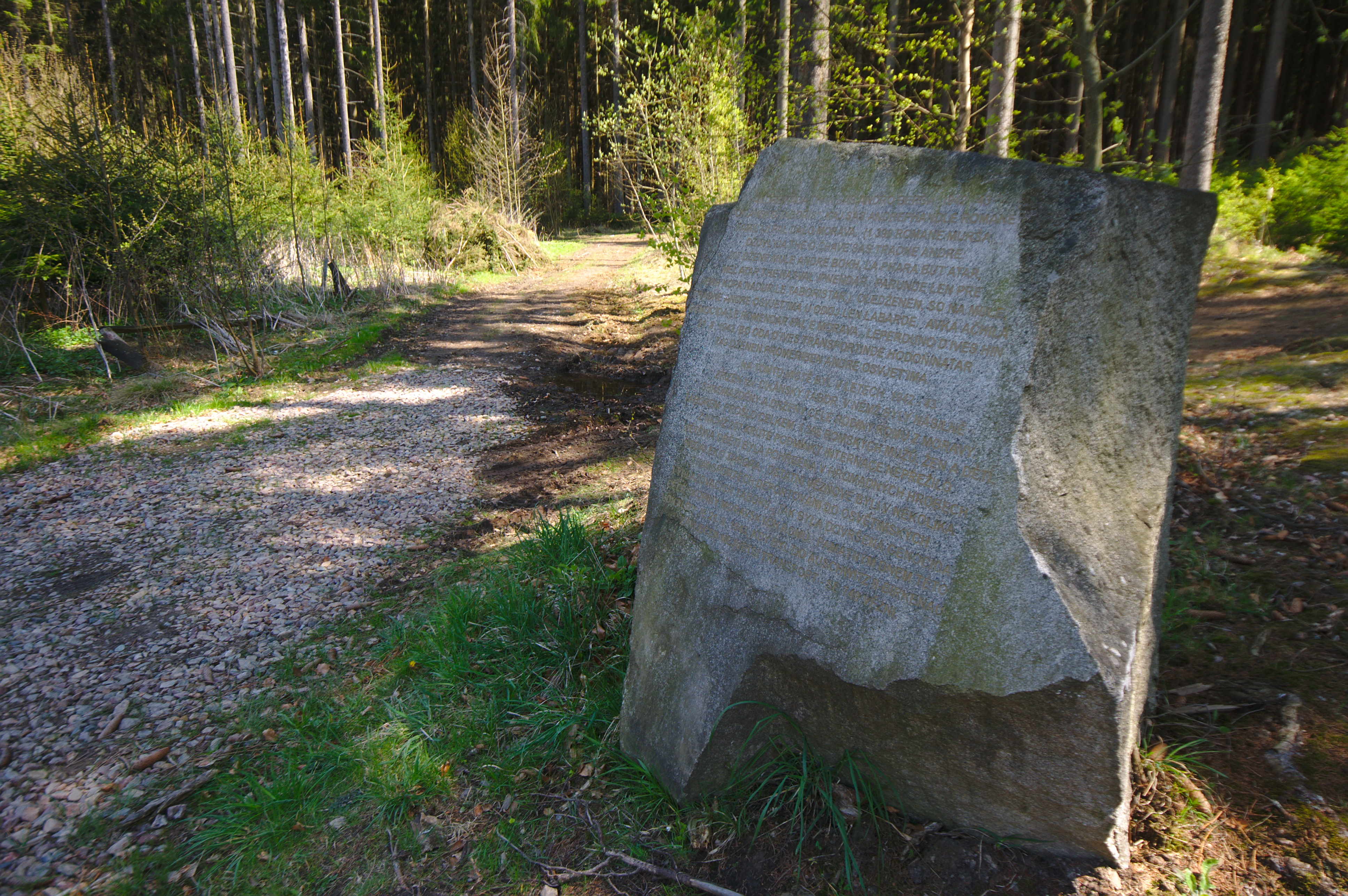
Pamětní deska v místě bývalého tábora
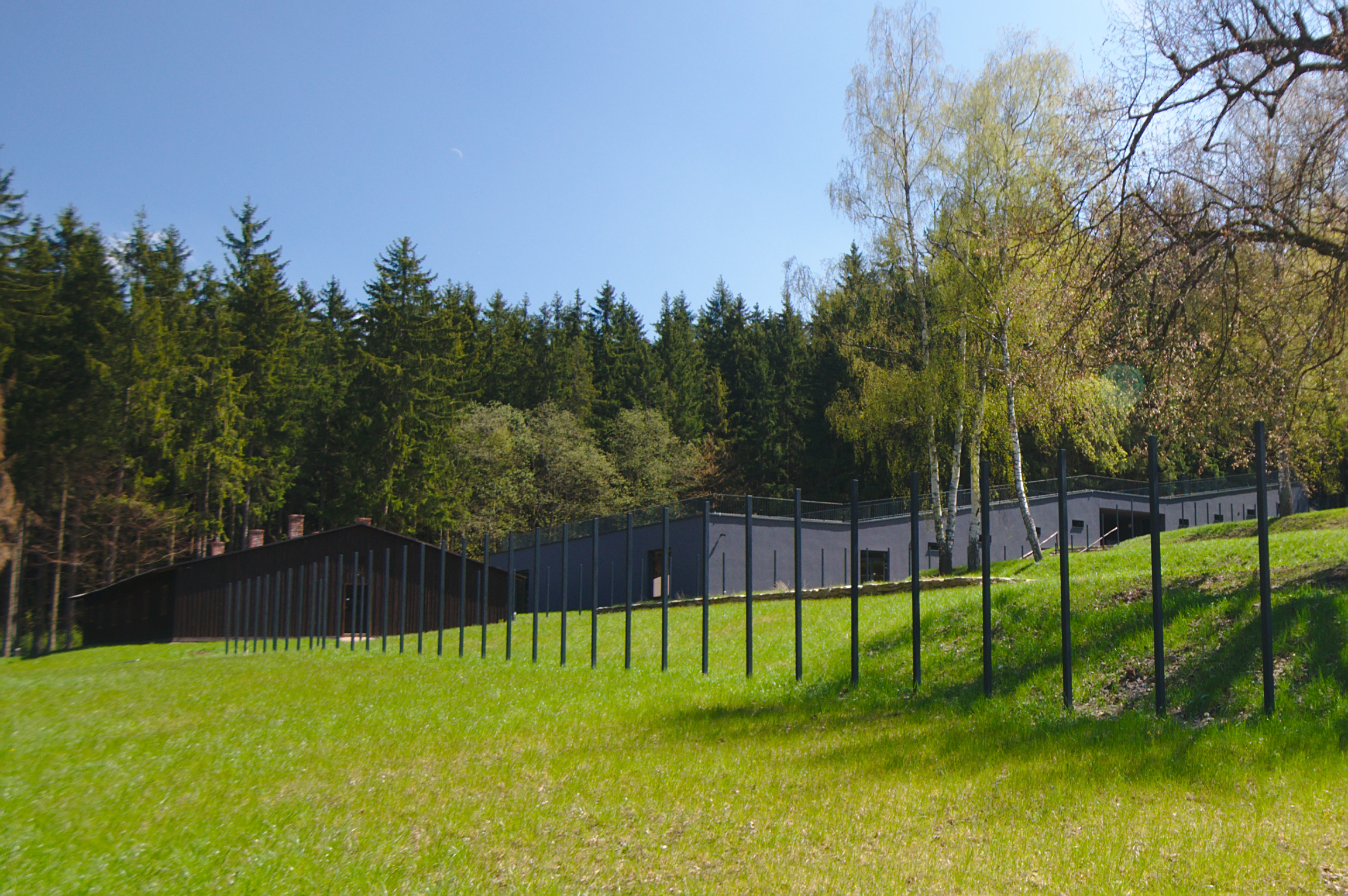
Areál tábora v roce 2017
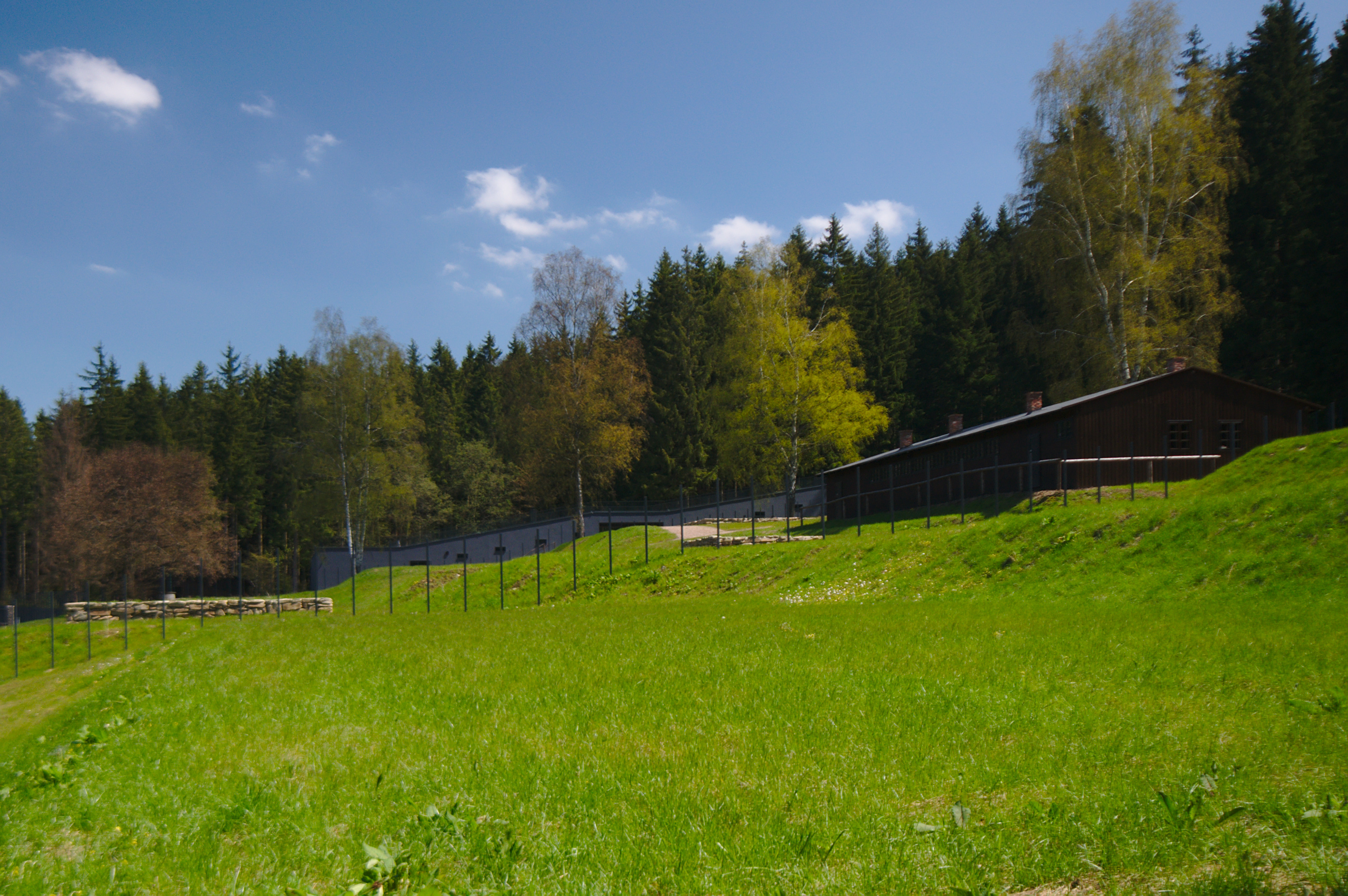
Areál tábora v roce 2017